# Templeuve-en-Pévèle
Templeuve-en-Pévèle è un comune francese di 5 859 abitanti situato nel dipartimento del Nord nella regione dell'Alta Francia.
Fino al 2015 il nome ufficiale del comune era  Templeuve.

## Società

### Evoluzione demografica
Abitanti censiti